# Kánoe

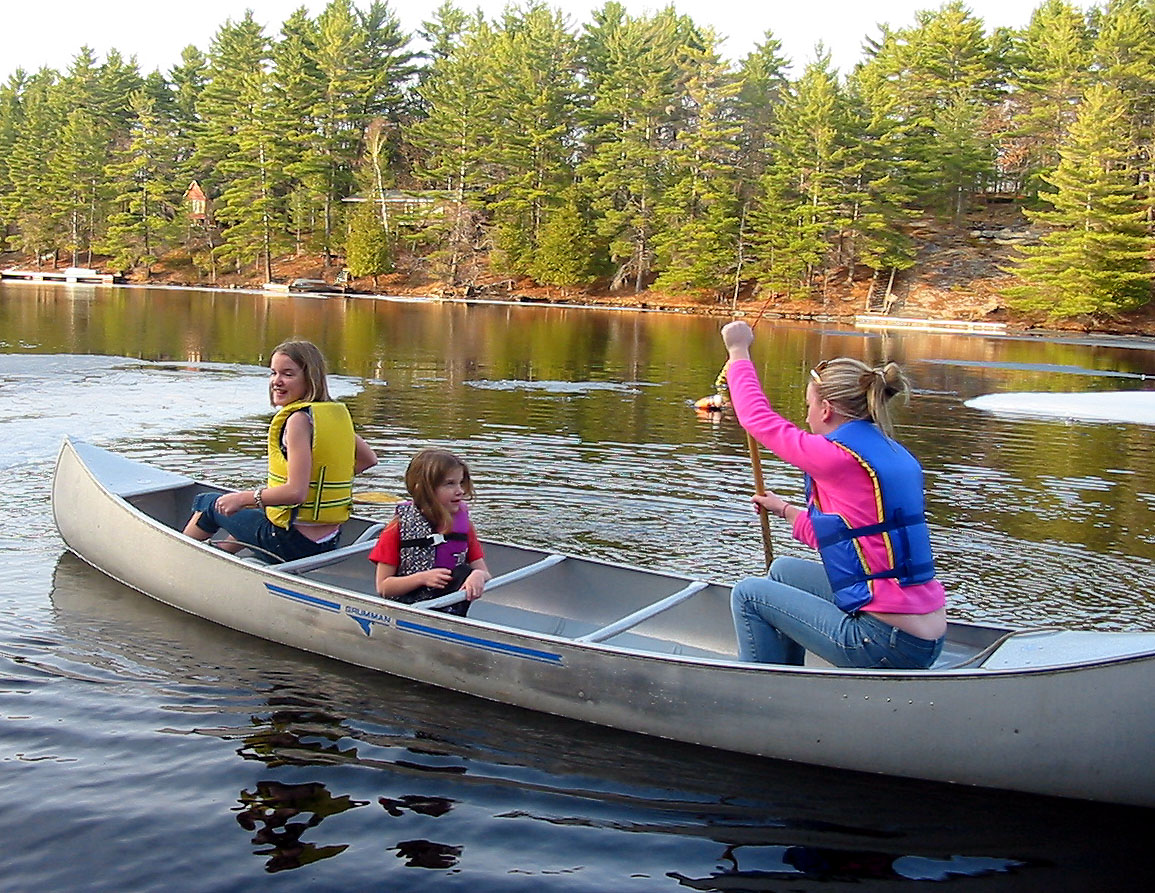
Rodinka na kánoi

Kánoe je malá podlouhlá loď umožňující zpravidla jízdu jedné až tří osob a určená zejména k jízdě po řekách. Pádlo pro kanoisty je jednostranné na rozdíl od oboustranného pádla pro kajak. Název lodě dal souhrnné jméno sportovnímu odvětví kanoistice.

## Vývoj kánoe

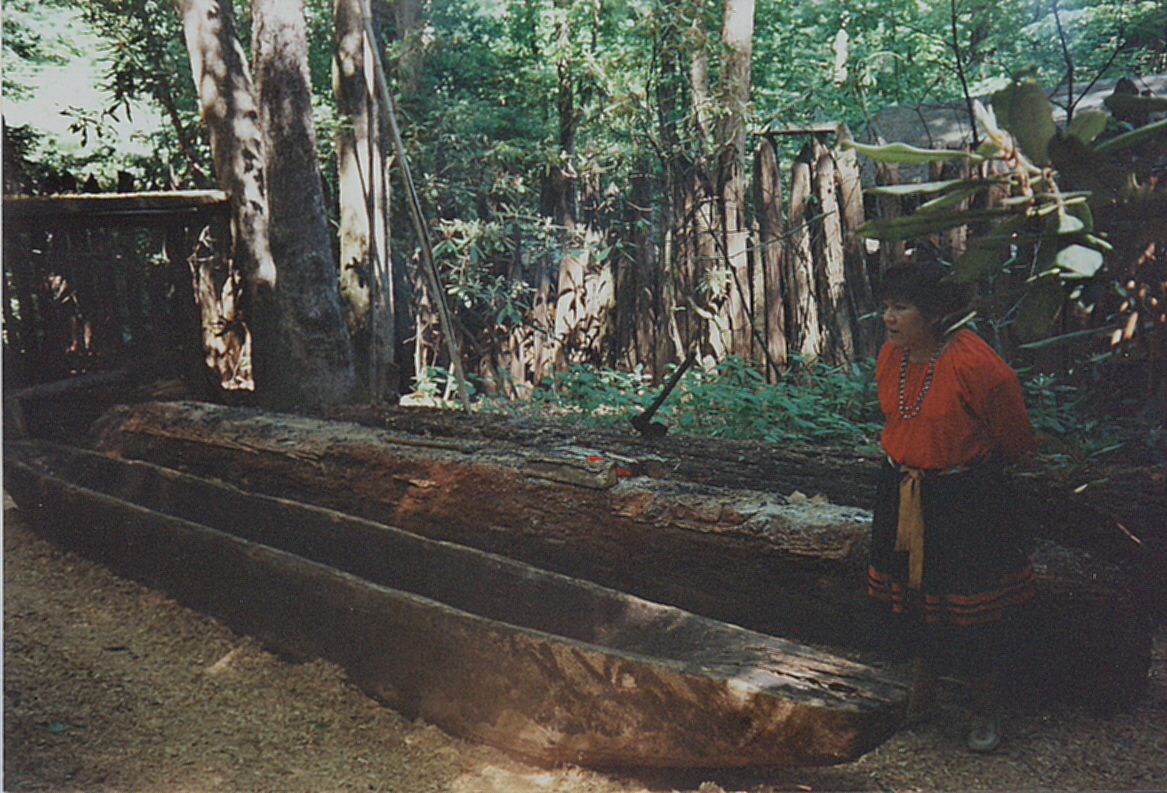
Replika čerokézské kánoe

Kánoe je plavidlo, jehož kořeny nalezneme v mnoha kulturách po celém světě. Nejznámější tvar dnešních turistických kánoí ovšem odkazuje na lehké lodě severoamerických Indiánů. V moderním světě se kanoistika – sjíždění turisticky atraktivních úseků řek po proudu – stala oblíbenou a rozvinula se ve významné turistické odvětví i náročný sport. Kanoistika je označení sportovního odvětví provozovaného i na umělých kanálech. Vodáctví je pak označení pro styl nesoutěživý, jehož příznivci – vodáci – vytvořili svérázný styl a neformální komunitu blízkou trampskému hnutí i turistice.
Původní kánoe byly tvořeny vydlabaným kmenem stromu (monoxyl). Později bývaly stavěny i např. z březové kůry a v počátcích vodní turistiky se používaly dřevěné – s kostrou z latí a příčných ohýbaných žeber potažených dýhami a nalakovaným plátnem. V moderní době se používají kánoe ze skelného laminátu a nověji i z odolnějších materiálů – plastu.
Obecně se dělí kanoe na otevřené a zavřené. Zavřené mají shora palubu s otvory pro posádku, které se uzavírají krycí zástěrou neboli šprickou – nutnou zejména na divoké vodě. Otevřené kánoe bývají vyztuženy příčnými tyčemi, případně i střední podélnou, která – je-li vně trupu, bývá nazývána kýlem, i když slouží jen k udržení přímého směru plavby – zejména u kanoí jezerních. Pokud mají kanoe podélnou výztuhu uvnitř lodě, mívají dno ploché a jsou kratší, aby byly jako lodě říční obratnější.
Standardní kánoe bývají vybaveny dvěma lavičkami (sedačkami), buď připevněnými, nebo volně vyjímatelnými prkénky zavěšenými zevnitř k bokům kánoe. Obvyklým vybavením otevřených kanoí jsou vzduchové komory proti potopení umístěné v přídi a na zádi. Pokud má kanoe sedačku jen jednu a je i jinak svou konstrukcí stavěna jen pro jednu osobu, nazývá se singlkanoí, zkráceně singlem. Specialitou Severní Ameriky je singlkanoe na divokou vodu – sice otevřená, ale kromě místa pro kanoistu zcela vyplněná nafukovacími vaky.
Obvyklým vybavením kánoe jsou pádla a u turistické lodi vodotěsný barel nebo vak, též zvaný lodní pytel nebo loďák pro přepravované věci. Praktickým doplňkem jsou šňůry na špičkách lodě a houbička pro vysušování vnitřku.
Jiné dělení je na kanoe pevné a nafukovací. Pevné mají konstrukci popsanou výše, nafukovací mohou být bez odtoku horem nateklé vody, nebo s odtokem – buď rukávovitým otvorem v zádi, nebo mezerou mezi dnem a nosnými bočními válci (stejně jako u velkých nafukovacích člunů – raftů). V současné době se vyrábějí nafukovací kanoe z vysoce kvalitních pogumovaných textilií s vnitřní strukturou, které dovolí vnitřní tlak vzduchu tak velký, že se loď i na divoké vodě chová jako pevná – tj. bez podélných průhybů a příčného kroucení (drop-stitch).

## Plavba na kánoi
Dvojčlennou posádku kánoe tvoří vzadu sedící kormidelník, a vpředu sedící takzvaný háček. Ve sportovních kánoích posádka klečí. Loď pohánějí pádlováním oba, zvláště háček, zatímco především kormidelník ovládá polohou a pohybem pádla směr plavby. Kormidelník je vedoucím posádky – vztah kormidelníka a háčka je zejména ve starší kanoistické tradici významným prvkem dotvářejícím atmosféru kanoistické komunity. Má-li loď jednočlennou posádku, vykonává tato osoba činnost kormidelníka a místo háčka je neobsazené. Veze-li loď třetího člověka, takzvaného porcelána, ten se na ovládání a pohonu lodi přímo nepodílí.
Loď je při plavbě poměrně labilní, takže nezkušeným plavcům se často převrátí. Takovému jevu se říká „cvaknout se“ nebo „udělat se“. Zvláště náročným a zábavným prvkem bývá sjíždění propustí (šlajsen), z nichž mnohé jsou vítaným pozůstatkem voroplavby a některé jsou pro kanoistiku upraveny nově, a sjíždění peřejí – neklidných a prudkých úseků řek, kde je třeba kličkovat zákrutami (meandry) vodního toku a mezi kameny čnícími pod hladinou i nad ní. Méně oblíbená je jízda po téměř stojící vodě u přehrad a jezů, takové plavební podmínky vodáci nazývají olej (vodáctví) či spíše volej (vodáctví).

## Služby vodákům
Vodáctvím jsou dnes v Česku proslulé zejména řeky Vltava a Sázava, ale sjíždějí se téměř všechny řeky i některé potoky. U frekventovaných úseků řek působí půjčovny kanoí, které loď dopraví na místo, odkud lze řeku sjíždět, a z koncového místa plavby jí odvezou. Kánoi lze převážet i na zahrádce na střeše automobilu, na speciálních přívěsech za vozidla, v ložném prostoru nákladního automobilu. Na vhodných místech jsou zřizována vodácká tábořiště (kempy) – v chráněných územích se zpravidla nesmí tábořit mimo ně. Pro vodáky vycházejí i speciální mapy nazývané kilometráže.